# Albert Ammons
Albert Ammons (Chicago, 23 settembre 1907 – Chicago, 2 dicembre 1949) è stato un pianista statunitense, che spaziò dal jazz al blues ed al boogie-woogie, è conosciuto soprattutto per la sua "Swanee River Boogie".
Dal 1934 al 1938, Ammons si esibì con la sua band a Chicago, per muovere poi alla volta di New York, dove si esibì nel concerto "From Spirituals to Swing", al Carnegie Hall. Ammons, insieme ad altri due musicisti che si erano esibiti a quel concerto, Meade Lux Lewis e Pete Johnson, divenne il più popolare pianista di boogie woogie del momento.
I tre lavorarono insieme al Cafè Society, esibendosi come trio.
Ammons continuò sempre a lavorare intensamente, fino alla morte avvenuta nel 1949.
La sua musica ha avuto grande influenza su moltissimi pianisti come Dave Alexander, Hadda Brooks, Dr.John, Axel Zwingenberger, Frank Muschalle, Katie Webster e Joerg Hegemann. Quest'ultimo ha onorato Ammons, in occasione del centenario della nascita dell'artista nel 2007, con l'album "A Tribute To Albert Ammons".

## Discografia
| Anno | Titolo Album                      | Etichetta         |
| ---- | --------------------------------- | ----------------- |
| 1948 | King of Boogie Woogie (1939-1949) | Blues Classics    |
| 1951 | Boogie Woogie Classics            | Blue Note Records |
| 1992 | The First Day                     | Blue Note         |
| 2004 | The Boogie Woogie Trio, Vols. 1-2 | Storyville        |